# Jane Scott
Pour la critique rock américaine, voir Jane Scott (journaliste).
Pour les articles homonymes, voir Scott.
Jane Antoinette Scott, baronne Scott de Bybrook, (née en 1947) est une femme politique conservatrice britannique, membre de la Chambre des lords et whip du gouvernement. Elle est chef du conseil du comté de Wiltshire entre 2003 et 2009, puis de son successeur, l'autorité unitaire du conseil du Wiltshire de juin 2009 à juillet 2019, date à laquelle elle démissionne, prenant également sa retraite en tant que conseillère en février 2020.

## Jeunesse
Née en juin 1947 Scott fait ses études au Convent of Jesus and Mary High School à Harlesden, Brent, Londres, puis obtient un diplôme en production laitière au Lancashire College of Agriculture, rebaptisé plus tard Myerscough College .

## Carrière
Après l'université, Scott travaille dans l'industrie laitière, dans des fermes ainsi que dans les relations publiques, le marketing et les conférences. Elle déménage dans le Wiltshire dans les années 1990 et en 1995 est élue au conseil de district du North Wiltshire. Deux ans plus tard, elle est élue au conseil du comté de Wiltshire, et en 2001 devient présidente de son comité de l'éducation, puis membre du cabinet pour les enfants, l'éducation et les bibliothèques, et enfin chef en 2003. Dans le conseil de comté, elle représente la circonscription de Kington et dans le conseil de district Kington St Michael.
Pendant quelques années, elle est membre de l'Assemblée générale de l'Association des collectivités locales et pendant un certain temps son nom figure sur la liste A des candidats parlementaires du Parti conservateur. En tant que chef du conseil de comté, à partir de 2007, elle plaide avec succès pour une autorité unitaire pour le Wiltshire, ce qui signifie la disparition des quatre conseils de district existants du comté, suscitant l'opposition déterminée des principaux conservateurs, dont Eric Pickles et Michael Ancram.
En 2009, lors des premières élections à un nouveau Wiltshire Council, l'autorité unitaire créée par la fusion du comté et de ses districts, elle est élue pour une nouvelle circonscription appelée « By Brook ». Les conservateurs remportent 62 des 98 sièges, et quelques jours plus tard, Scott est élue chef de la nouvelle autorité unitaire.
Scott est nommée OBE dans le cadre des distinctions honorifiques du Nouvel An 2010 pour services rendus au gouvernement local. Le 27 août 2015, elle est créée pair à vie, lui donnant un siège à la Chambre des lords. Elle est créée baronne Scott de Bybrook, d'Upper Wraxall dans le comté de Wiltshire.
Elle est membre de la National Youth Agency et du Wiltshire and Swindon Learning Skills Council, présidente du Conseil Stratégique du Wiltshire et Inspecteur d'Autorité d'Éducation Locale pour Ofsted.
En mai 2019, Scott annonce qu'elle quitte ses fonctions de chef du conseil du Wiltshire à compter de juillet et le 10 juillet 2019, Phillip Whitehead lui succède.

## Vie privée
En 1986, Scott épouse Ronald J. Scott, un cadre du Fonds monétaire international. Ils ont trois enfants et vivent jusqu'en 2013 près de Chippenham dans une ferme d'élevage. Après une chute sévère d'un cheval dans les années 1980, elle commence à élever des chevaux de la mer Caspienne, et en 1999 son métier est "propriétaire de haras". Elle et sa fille Fleur, une vétérinaire, sont des membres actifs de la Caspian Breed Society.